# Lijst van nummer 1-hits in Europa in 2014
Deze hits stonden in 2014 op nummer 1 in de Euro Digital Songs, de bekendste hitlijst van/voor Europa.
| Nummer | Datum        | Artiest                               | Titel                                                  |
| ------ | ------------ | ------------------------------------- | ------------------------------------------------------ |
|        | 5 januari    | Sam Bailey                            | Skyscraper                                             |
|        | 12 januari   | Pharrell Williams                     | Happy                                                  |
|        | 19 januari   | Pharrell Williams                     | Happy                                                  |
|        | 26 januari   | Pharrell Williams                     | Happy                                                  |
|        | 2 februari   | Pharrell Williams                     | Happy                                                  |
|        | 9 februari   | Pharrell Williams                     | Happy                                                  |
|        | 16 februari  | Clean Bandit & Jess Glynne            | Rather be                                              |
|        | 23 februari  | Pharrell Williams                     | Happy                                                  |
|        | 2 maart      | Pharrell Williams                     | Happy                                                  |
|        | 9 maart      | Pharrell Williams                     | Happy                                                  |
|        | 16 maart     | Pharrell Williams                     | Happy                                                  |
|        | 23 maart     | Pharrell Williams                     | Happy                                                  |
|        | 30 maart     | Pharrell Williams                     | Happy                                                  |
|        | 6 april      | Pharrell Williams                     | Happy                                                  |
|        | 13 april     | Clean Bandit & Jess Glynne            | Rather be                                              |
|        | 20 april     | Aloe Blacc                            | The Man                                                |
|        | 27 april     | Sigma                                 | Nobody to love                                         |
|        | 4 mei        | Kiesza                                | Hideaway                                               |
|        | 11 mei       | Mr. Probz                             | Waves                                                  |
|        | 18 mei       | Mr. Probz                             | Waves                                                  |
|        | 25 mei       | Mr. Probz                             | Waves                                                  |
|        | 1 juni       | Mr. Probz                             | Waves                                                  |
|        | 8 juni       | Sam Smith                             | Stay with me                                           |
|        | 15 juni      | Sam Smith                             | Stay with me                                           |
|        | 22 juni      | Ed Sheeran                            | Sing                                                   |
|        | 29 juni      | Ella Henderson                        | Ghost                                                  |
|        | 6 juli       | Ed Sheeran                            | Sing                                                   |
|        | 13 juli      | Ella Henderson                        | Ghost                                                  |
|        | 20 juli      | Ariana Grande & Iggy Azalea           | Problem                                                |
|        | 27 juli      | Ariana Grande & Iggy Azalea           | Problem                                                |
|        | 3 augustus   | Cheryl Cole & Tinie Tempah            | Crazy stupid love                                      |
|        | 10 augustus  | Magic!                                | Rude                                                   |
|        | 17 augustus  | Magic!                                | Rude                                                   |
|        | 24 augustus  | Nico & Vinz                           | Am I wrong                                             |
|        | 31 augustus  | Magic!                                | Rude                                                   |
|        | 7 september  | David Guetta & Sam Martin             | Lovers on the Sun                                      |
|        | 14 september | Lilly Wood & The Prick & Robin Schulz | Prayer in C (Robin Schulz remix)                       |
|        | 21 september | Lilly Wood & The Prick & Robin Schulz | Prayer in C (Robin Schulz remix)                       |
|        | 28 september | Lilly Wood & The Prick & Robin Schulz | Prayer in C (Robin Schulz remix)                       |
|        | 5 oktober    | Sigma & Paloma Faith                  | Changing                                               |
|        | 12 oktober   | Jessie J, Ariana Grande & Nicki Minaj | Bang Bang                                              |
|        | 19 oktober   | Meghan Trainor                        | All About That Bass                                    |
|        | 26 oktober   | Meghan Trainor                        | All About That Bass                                    |
|        | 2 november   | Meghan Trainor                        | All About That Bass                                    |
|        | 9 november   | Meghan Trainor                        | All About That Bass                                    |
|        | 16 november  | Meghan Trainor                        | All About That Bass                                    |
|        | 23 november  | Ed Sheeran                            | Thinking Out Loud                                      |
|        | 30 november  | Gareth Malone's All Star Choir        | Wake Me Up (Official BBC Children In Need Single 2014) |
|        | 7 december   | Band Aid 30                           | Do they know it's Christmas?                           |
|        | 14 december  | David Guetta & Sam Martin             | Dangerous                                              |
|        | 21 december  | Taylor Swift                          | Blank Space                                            |
|        | 28 december  | Mark Ronson & Bruno Mars              | Uptown funk!                                           |